# Departamento de Pitrufquén
El Departamento de Pitrufquén es una antigua división territorial de Chile, que pertenecía a la Provincia de Cautín. Su cabecera fue Pitrufquén. Fue formado de la segregación de territorios del Departamento de Villarrica. Se formó con las comunas-subdelegaciones de Pitrufquén, Gorbea y Toltén.
Finalmente, el Departamento de Pitrufquén fue suprimido en la década de 1970, con la implementación de la Nueva División Político Administrativa.

## Límites
El Departamento de Pitrufquén limitaba:
- al norte con el Departamento de Imperial y el Departamento de Temuco
- al oeste con el Océano Pacífico.
- al sur con el Departamento de Valdivia.
- Al este con el Departamento de Villarrica

## Administración
La administración estaba en Pitrufquén. En donde se encontraba la Gobernación de Pitrufquén, que dependía de la Provincia de Cautín.
Forma parte de la Vigésima Primera Agrupación Departamental: Temuco, Lautaro, Imperial y Villarrica, a la que se suma el Pitrufquén.

## Comunas y Subdelegaciones
El departamento estaba compuesto por las comunas y subdelegaciones siguientes: 
- Pitrufquén
- Gorbea
- Toltén